# McDonnell Douglas EF-18 Hornet
El McDonnell Douglas EF-18 Hornet es la versión del caza polivalente F/A-18 Hornet fabricada por la compañía estadounidense McDonnell Douglas para España, que entró en servicio con el Ejército del Aire y del Espacio de España el 10 de julio de 1986 con la designación C.15. Fueron fabricados 72 aviones EF-18 Hornet, 60 de ellos en la versión monoplaza EF-18A y los otros 12 en versión biplaza EF-18B. Posteriormente, se amplió la flota con 24 F/A-18A Hornet excedentes de la Armada de los Estados Unidos, que antes de su entrega, fueron modificados a la versión EF-18A+.
Entre las misiones internacionales en las que han entrado en acción los F-18 españoles, cabe destacar las operaciones de la OTAN «Deny Flight», «Deliberate Force» y «Allied Force» en los Balcanes, en las que participó un grupo de aeronaves llamado Destacamento Ícaro, desplegado en la Base Aérea de Aviano, Italia.

## Desarrollo

### Programa FACA
El proceso de adquisición del EF-18 Hornet por parte del Ejército del Aire comienza con el Programa FACA (acrónimo de «Futuro Avión de Caza y Ataque»), que fue un programa emprendido por el Ministerio de Defensa de España a finales de los años 70 para adquirir un caza de cuarta generación para el Ejército del Aire. Este programa fue durante un tiempo la mayor inversión realizada por el Ministerio de Defensa y un gesto del nuevo gobierno democrático hacia el poder militar.
En 1978 comenzaron los estudios para encontrar un caza que sustituyera en los años 90 a los antiguos Mirage III, F-5 Freedom Fighter y F-4 Phantom II del Ejército del Aire español, que tendrían 20 años o más de antigüedad y, por lo tanto, se encontrarían fuera de su vida activa.
Se formó una comisión integrada, entre otros, por pilotos con miles de horas de vuelo para evaluar los posibles aviones candidatos:
|  | Avión |                      | Fabricante            |
|  | ----- | -------------------- | --------------------- |
|  |       | F-5E Tiger II        | Northrop              |
|  |       | F-14 Tomcat          | Grumman               |
|  |       | F-15 Eagle           | McDonnell Douglas     |
|  |       | F-16 Fighting Falcon | Lockheed Martin       |
|  |       | F-18A y F-18L Hornet | McDonnell Douglas     |
|  |       | Mirage 2000          | Dassault              |
|  |       | Panavia Tornado      | Panavia Aircraft GmbH |

Para el Ejército del Aire, representa la primera vez en su historia que podía llevar a cabo un programa completo de evaluación comparativa y adquisición final de un cazabombardero sin ningún tipo de restricción para elegir.
La comisión visitó a distintas fuerzas aéreas, probó los aviones y, finalmente, de todos los estudios y pruebas se obtuvo una lista de aviones finalistas:
- El Lockheed Martin F-16 Fighting Falcon.
- Las dos versiones, A y L, del McDonnell Douglas F/A-18 Hornet.

Entre los aviones finalistas, el Ejército del Aire valoró el mayor potencial del F-18L, pero la falta de un cliente importante que apoyase su desarrollo futuro inclinó la balanza hacia el F-18A, preferido al F-16A por su mayor polivalencia, ser bimotor y su capacidad BVR (siglas en inglés de Beyond Visual Range, que quiere decir «más allá del alcance visual»), entre otras razones.

### Producción

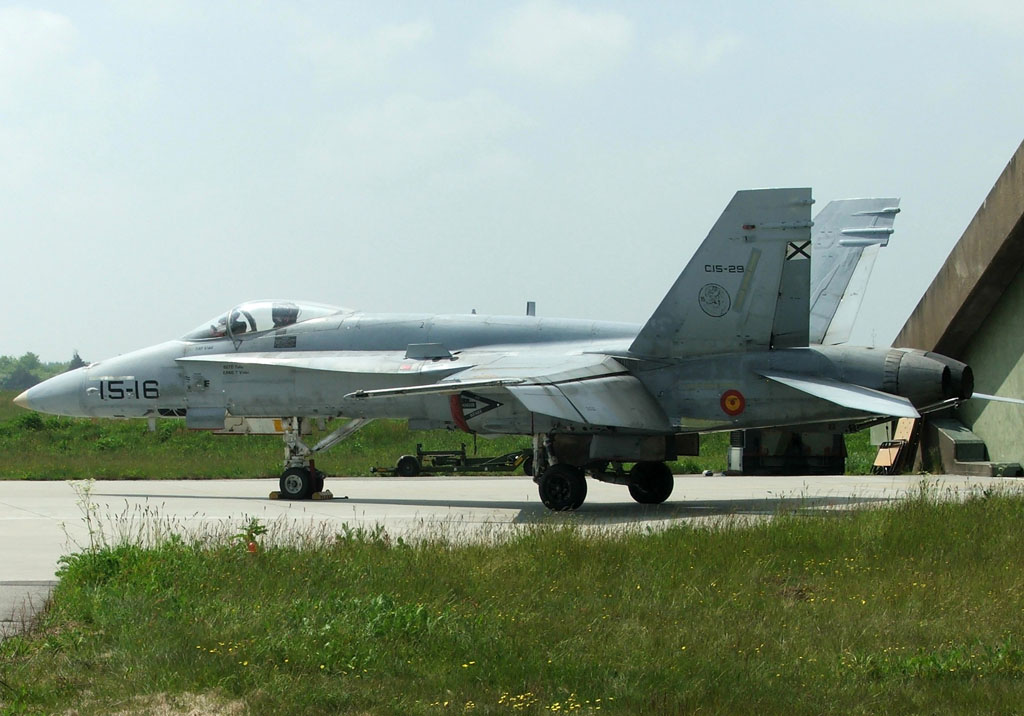
Un EF-18A Hornet del Ala 15 en la Base Aérea de Skrydstrup, Dinamarca.

La intención inicial era comprar 144 aparatos (los aviones a los que debía sustituir eran los Mirage III (24), McDonnell Douglas F-4 Phantom II (36) y Northrop F-5 (70)), cuando se habían comprado solo 24 unidades del Mirage III, y 73 del Mirage F1.
El 31 de mayo de 1983 se firmó el contrato de adquisición de los EF-18 Hornet, pero el número había sido recortado a 72 aviones, 60 de la versión monoplaza EF-18A y 12 de la versión biplaza EF-18B, más 12 opciones, que no se llegaron a ejercer.
El primer modelo de serie entró en servicio ese mismo año 1983, constituyendo toda una revolución para los pilotos españoles, ya que se trataba de un avión nuevo incluso para los Estados Unidos, de muy bajo coste de mantenimiento y con una tecnología desconocida para la época, como las respuestas por voz del ordenador de a bordo, información mostrada por pantallas digitales en vez de relojes, o su capacidad de carga de 25 400 kg, la máxima de todos los cazas que sirven en España en la actualidad (por encima incluso del Eurofighter).
El 10 de julio de 1986 comenzaron a recibirse los primeros ejemplares en la Base Aérea de Zaragoza para incorporarse al Ala 15, y posteriormente al Ala 12 para sustituir a los sufridos F-4C Phantom II. Se terminó la recepción el 30 de octubre de 1990 en la Base Aérea de Torrejón de Ardoz (Madrid).
El 28 de diciembre de 1994 se solicitaron más aviones al Gobierno de Estados Unidos, y el 28 de diciembre de 1995 empezaron a llegar otros 24 aviones, esta vez de segunda mano, procedentes de la Armada de los Estados Unidos, que tras un breve paso por la Ala 11 en la Base Aérea de Morón (Sevilla) pasaron a integrarse al Ala 46 en la Base Aérea de Gando (Canarias). De esta forma, el programa quedó finalizado con la adquisición de dos tercios de las aeronaves previstas inicialmente.
El programa tuvo un coste de 3000 millones de dólares, con unas compensaciones estimadas en 2000 millones de dólares. Estas comprendieron, entre otras cosas, transferencias de tecnología y la fabricación de subcomponentes para el F-18 por parte de CASA. Dichas piezas se incorporaron a la cadena general de montaje de McDonnell Douglas, es decir, no se usaron solo para los aviones españoles, sino para todos los F-18 que se fabricaron en esa época, incluidos los de la Armada de los Estados Unidos. Ello supuso unas exigencias muy estrictas, que obligaron a CASA a realizar un importante avance en lo que a control de calidad se refiere.

### Modernizaciones

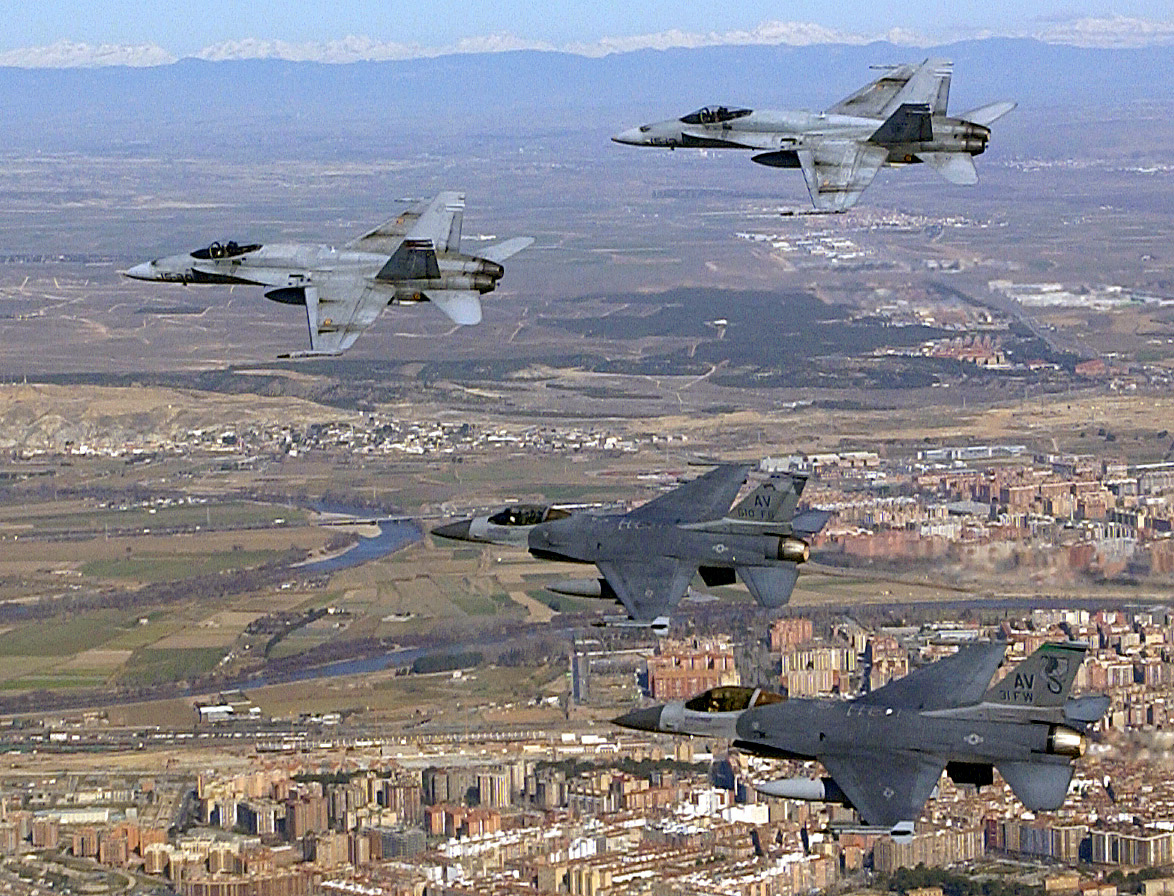
Dos EF-18A+ Hornet del Ala 15 (en segundo plano) volando junto a dos F-16 Fighting Falcon estadounidenses cerca de la Base Aérea de Zaragoza en el año 2002.

Aunque dadas sus características iniciales eran F/A-18A básicos, han ido siendo modernizados por diversos programas realizados principalmente por el Centro Logístico de Armamento y Experimentación (CLAEX) del Ejército del Aire:

#### EF-18A+/B+
En 1993 se anunciaron los planes para actualizar la flota de EF-18A/B Hornet del Ejército del Aire al nivel F/A-18C/D. McDonnell Douglas realizó la modernización de 46 de esos aviones, mientras que los restantes fueron actualizados por CASA. La mayoría de los cambios consistían en mejoras informáticas y nuevo software, aunque fueron requeridos algunos cambios en los pilones de lanzamiento de armas. Después de la modernización, los cazas fueron redesignados EF-18A+ y EF-18B+.
El EF-18A+/B+ posee un nuevo software de vuelo que modifica parte de las características de vuelo, además de introducir nuevas prestaciones, modos de uso y armamento, como por ejemplo el misil aire-aire de medio alcance AIM-120 AMRAAM.

#### EF-18M
Los EF-18 Hornet fueron modernizados por EADS CASA para mejorar las capacidades operativas de estos aviones de combate, adecuándolos a los medios utilizados actualmente por otras fuerzas aliadas; esta versión se denomina EF-18M y el proceso finalizó el 31 de octubre de 2009.
- Nuevo VOR/ILS.
- Sistema de comunicaciones MIDS.

### Integraciones
Misil IRIS-T
En julio de 2008, Sener, la compañía española de ingeniería que participa en la producción de los misiles IRIS-T, había completado los trabajos de asistencia y soporte en la integración del misil aire-aire de corto alcance IRIS-T en los EF-18 y en los Typhoon del Ejército del Aire. Durante la integración se han llevado a cabo diferentes tipos de ensayos: comportamiento estructural, vuelo supersónico, compatibilidad electromagnética, adquisición y seguimiento de blancos, separación del avión, etc.
La integración del IRIS-T en el EF-18 es una primicia a nivel mundial y es una muestra más del excelente nivel técnico del grupo del Centro Logístico de Armamento y Experimentación (CLAEX) del Ejército del Aire español.
Bomba GBU-48
En octubre de 2008, la empresa estadounidense Raytheon y el Ejército del Aire habían completado satisfactoriamente la integración en los F-18 españoles del sistema de bombas guiadas por láser GBU-48 Enhanced Paveway II, diseñadas para poder perforar búnkeres u objetivos reforzados. La integración culminó con la realización de siete lanzamientos exitosos durante los vuelos de pruebas.
Misil Taurus

### Estado y antigüedad de las aeronaves (Ala 46)
Al tratarse de aeronaves de segunda mano, la vida operativa de los cazas pertenecientes al Ala 46 es más corta que los que están desplegados en Zaragoza (Ala 15) o Torrejón de Ardoz (Ala 12), por lo que alcanzarán su ciclo operativo entre 2022 y 2024, cuando se alcancen las horas de vuelo y el número de tomas máximas previstas por el fabricante. Pese a que se han llevado a cabo ciertas revisiones para extender los límites de algunas unidades, las revisiones de las aeronaves comienzan a diezmar las capacidades del escuadrón, teniendo la Fuerza Aérea Española que proveer periódicamente en Gando cazas F-18 procedentes de Torrejón o de Zaragoza.
El Ejército del Aire está barajando planes futuros para dar relevo a estos obsoletos aparatos y buscarles un sustituto. Mientras tanto, los cazas de Gando siguen acumulando horas de vuelo, rozando su límite operativo. A finales de 2021, el gobierno aprobó la compra de 20 nuevos cazas Eurofighter para sustituir a los EF-18A+ de Canarias.

## Diseño
Antes de ser modernizados, los EF-18 españoles eran equivalentes a los F/A-18A/B Hornet originales producidos por McDonnell Douglas.

### Armamento

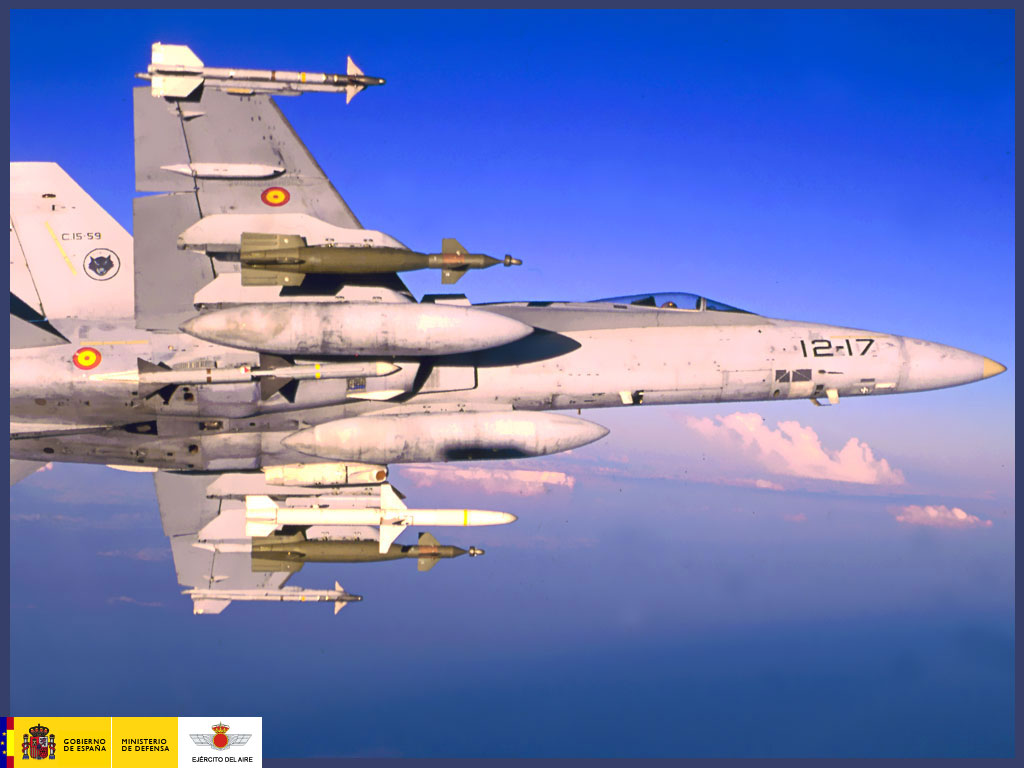
Un EF-18 con una configuración de misiles, año 2014.

Como arma de proyectiles, el F-18 Hornet viene equipado como que la mayoría de los cazas estadounidenses similares, con un cañón automático de seis cañones rotativos M61 Vulcan de calibre 20 mm, la versión M61A1, que está situada en el morro y tiene capacidad para 578 proyectiles.
Para fijar armamento, contenedores (pods) y depósitos de combustible externos, el F-18 Hornet dispone de un total de 9 puntos de anclaje: 4 pilones bajo las alas (2 en cada), 2 raíles en los extremos de las mismas, 1 pilón central y 2 soportes bajo el fuselaje. En ellos puede cargar hasta 7700 kg de armamento y combustible. El armamento externo incluye misiles y bombas.

#### Misiles
| Misil            | Tipo               | Alcance |
| ---------------- | ------------------ | ------- |
| AIM-9 Sidewinder | Corto alcance      | 18 km   |
| IRIS-T           | Corto alcance      | 25 km   |
| AIM-7 Sparrow    | Medio alcance, BVR | 50 km   |
| AIM-120 AMRAAM   | Medio alcance, BVR | 105 km  |

Los misiles se pueden clasificar en dos tipos: los aire-aire (utilizados para combate aéreo) y los aire-superficie (para ataque a tierra o mar).
Aire-aire
Los misiles aire-aire de los que dispone el Ejército del Aire para el F-18 Hornet son los siguientes:
- De corto alcance y guiados por infrarrojo: el estadounidense AIM-9 Sidewinder de Raytheon, en las versiones AIM-9L/I y JULI; y desde el año 2008 en que se integró, el IRIS-T del consorcio europeo BGT, con participación industrial española.[19]

- De medio alcance y con capacidad BVR (Beyond Visual Range: más allá del alcance visual): el estadounidense AIM-7 Sparrow de Raytheon, guiado por radar semiactivo y en la versión AIM-7P; y desde finales de los años 90 en los que se incorporó, el más avanzado AIM-120 AMRAAM, también de Raytheon y guiado por radar autónomo, como sustituto del anterior.

| Misil           | Tipo                 | Alcance   |
| --------------- | -------------------- | --------- |
| AGM-65 Maverick | Apoyo aéreo cercano  | 27 km     |
| AGM-84 Harpoon  | Misil antibuque      | 90-120 km |
| AGM-88 HARM     | Misil antirradiación | 106 km    |
| Taurus KEPD 350 | Misil de crucero     | 500 km    |

Aire-superficie
Los misiles aire-superficie de los que dispone el Ejército del Aire para el F-18 Hornet son los siguientes:
- Misil de apoyo aéreo cercano, interdicción y supresión de defensas aéreas enemigas: el estadounidense AGM-65 Maverick de Raytheon. Los modelos A y B son de guiado electro óptico por televisión, los D, F y G son guiados por imágenes infrarrojas, y la versión E, por láser.
- Misil antibuque: el estadounidense AGM-84 Harpoon de Boeing IDS, guiado por radar activo.
- Misil antirradiación: el estadounidense AGM-88 HARM de Raytheon, guiado por radar pasivo.
- Misil de crucero: el Taurus KEPD 350 del consorcio europeo TAURUS, con participación industrial española, fue integrado en 2009. Es guiado mediante sistema de navegación inercial (INS), navegación basada en imagen (IBN) y GPS.[30]

#### Bombas
| Bomba    | Guiado              | Peso             |
| -------- | ------------------- | ---------------- |
| GBU-24   | Paveway III         | 2000 lb (906 kg) |
| BPG-2000 | Paveway III         | 2000 lb (906 kg) |
| GBU-10   | Paveway II          | 2000 lb (906 kg) |
| GBU-16   | Paveway II          | 1000 lb (453 kg) |
| GBU-48   | Enhanced Paveway II | 1000 lb (453 kg) |

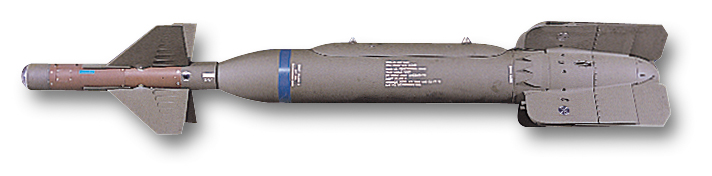
GBU-24 Paveway III.

Las bombas se pueden clasificar en dos tipos: guiadas y de caída libre.
Guiadas
Las bombas guiadas en este caso son bombas de caída libre que utilizan sistemas de guiado de la serie Paveway, desarrollados en Estados Unidos por Raytheon. Las bombas de este tipo que dispone el Ejército del Aire para el F-18 Hornet son las siguientes:
- Bombas penetradoras con guiado láser semiactivo de la 3.ª generación GBU-24 Paveway III (utiliza como base la bomba BLU-109) y BPG-2000 Paveway III (versión realizada en España de la anterior) de 2000 lb (906 kg).
- Bombas convencionales con guiado láser de la 2.ª generación GBU-16 Paveway II, de 1000 lb (453 kg), y GBU-10 Paveway II, de 2000 lb (906 kg). Utilizan como base las bombas estadounidenses Mk 83 y Mk 84, respectivamente.
- En el año 2008 también se integró a los F-18 españoles la GBU-48 Enhanced Paveway II de 1000 lb (453 kg), que es una versión mejorada de la GBU-16 que incorpora GPS.[21][20]

De caída libre
Las bombas de este tipo de las que dispone el Ejército del Aire para el F-18 Hornet son las siguientes:
- Bombas de propósito general BR-500 y BR-250, de 500 kg y 250 kg respectivamente, desarrolladas en España por Expal S.A..
- Bomba de propósito general estadounidense Mk 82 de 250 kg.

## Historia operacional
El Ala 15, la unidad del Ejército del Aire que recibió los cuatro primeros EF-18 Hornet el 10 de julio de 1986, alcanzó las 75 000 horas de vuelo con este modelo en octubre de 1999, y las 100 000 horas el 14 de noviembre de 2003.

### Misiones internacionales
Entre los años 1994 y 2002, los F-18 españoles participaron en misiones internacionales como las operaciones de la OTAN «Deny Flight», «Deliberate Force» y «Allied Force», cuando se encontraba activado el Destacamento Ícaro desplegado en la Base Aérea de Aviano, Italia. Estas fueron las primeras acciones de combate del Ejército del Aire desde la Guerra de Ifni en 1958. El Destacamento Ícaro fue galardonado con carácter colectivo con la Medalla Aérea por su brillante actuación en las mencionadas operaciones.

#### Destacamento "Ícaro"

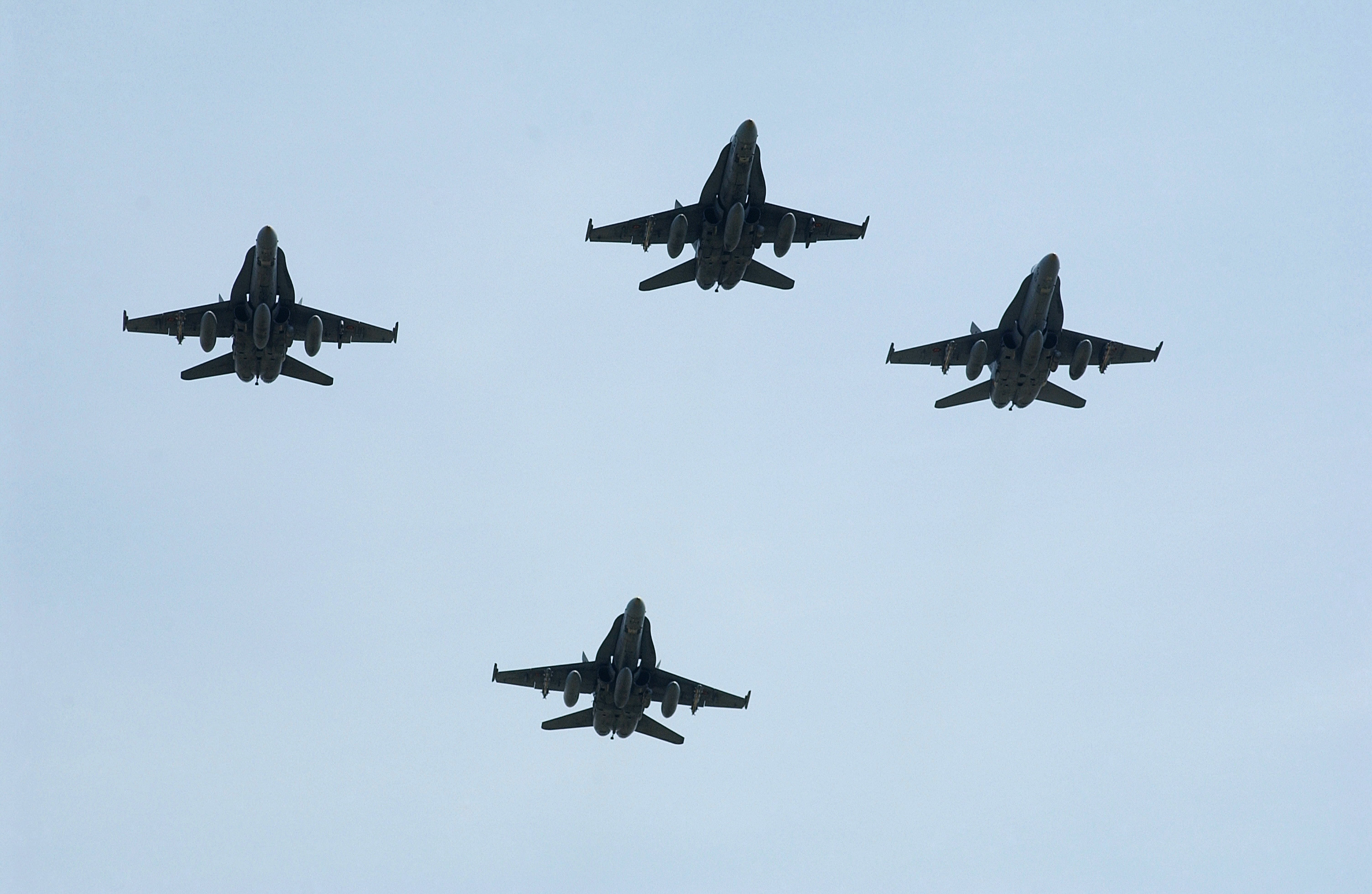
Formación de cuatro EF-18 Hornet del Ejército del Aire de España durante la ceremonia de desactivación del Destacamento Ícaro en la Base Aérea de Aviano (Italia) el 1 de julio de 2002.

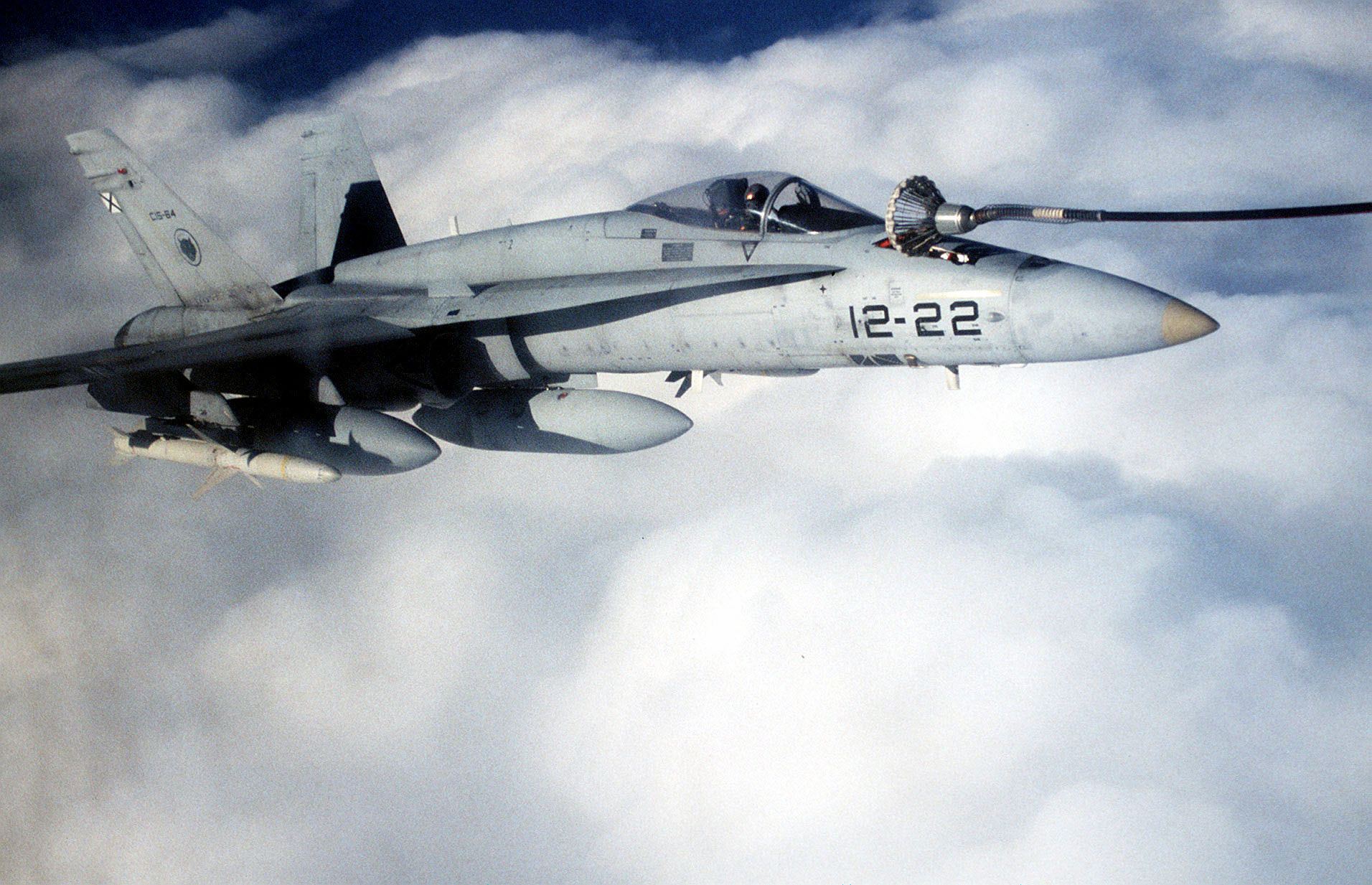
Un EF-18A+ Hornet del Ala 12 destacado en la Base Aérea de Aviano cargando combustible de un avión cisterna KC-130 Hércules el 13 de febrero de 1996, durante la Operación Joint Endeavour.

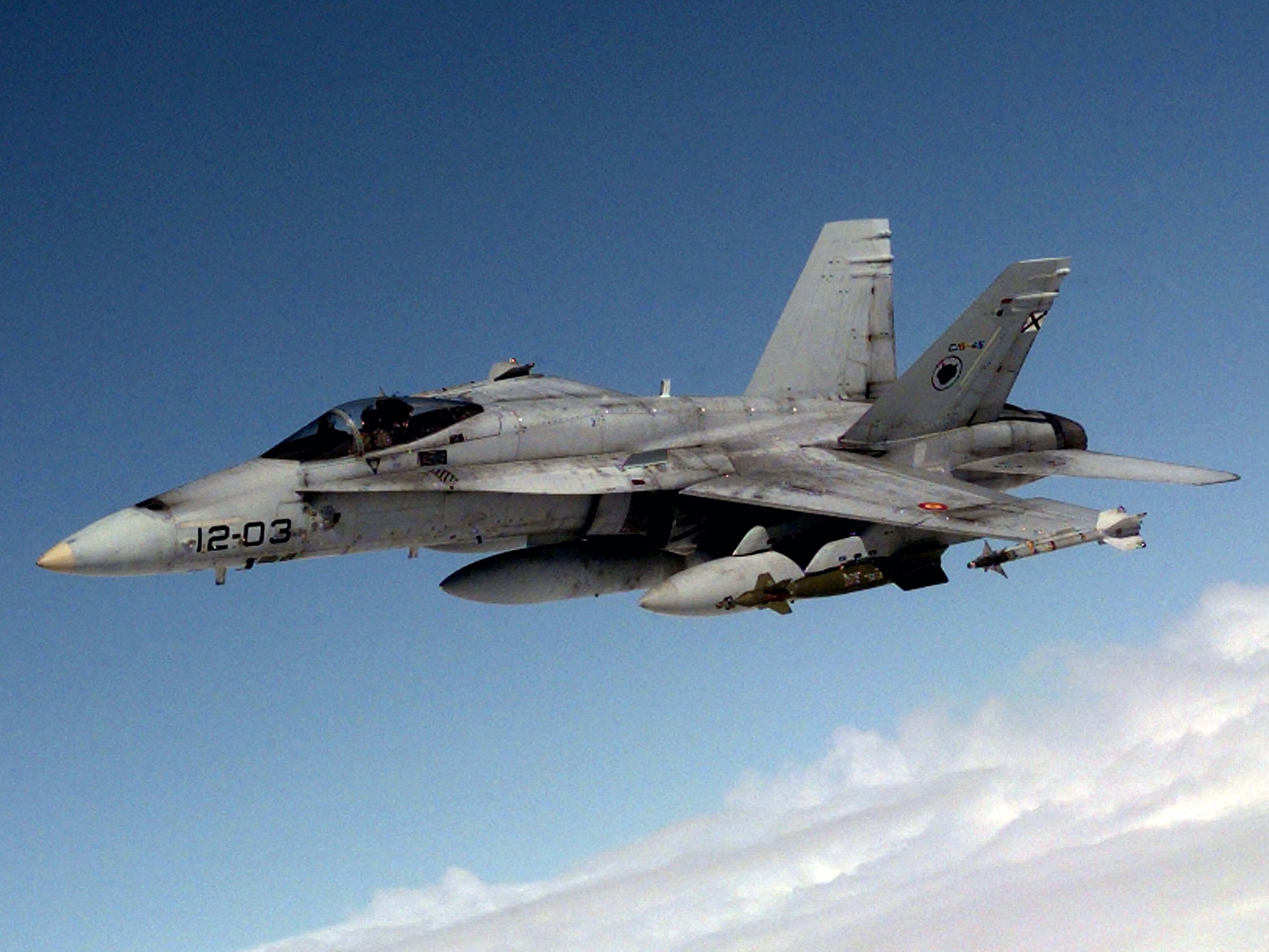
Un EF-18A Hornet del Ala 12 con dos misiles AIM-9 Sidewinder en los extremos de las alas, dos bombas guiadas por láser GBU-16 Paveway II, y tres depósitos suplementarios de combustible. Foto tomada el 2 de mayo de 1999 durante la Operación Allied Force.

Se desplazaron ocho EF-18 del entonces Grupo 15, en la actualidad Ala 15, dos C-130 Hercules del Grupo 31, en la actualidad Ala 31, y cerca de 240 personas a la Base Aérea de Aviano italiana en fases sucesivas, que culminaron el 28 de noviembre de 1994, día en que se celebró la ceremonia oficial de despedida en la Base Aérea de Zaragoza. El despliegue se denominó "Operación Ícaro".
Los cazas del Ala 15 fueron sustituidos tres meses más tarde por otros tantos EF-18 del Ala 12 de la Base Aérea de Torrejón. Desde entonces, cada tres meses, y más tarde cada cuatro, fueron alternando su presencia en la Base de Aviano.
El Destacamento Ícaro ha participado en las siguientes operaciones:
- Operación Deny Flight

Abril de 1993-20 de diciembre de 1995.
Control del espacio aéreo bosnio en apoyo de la Fuerza de Protección de las Naciones Unidas (UNPROFOR) desplegada en Croacia y Bosnia y Herzegovina.
- Operación Deliberate Force

29 de agosto de 1995-15 de septiembre de 1995.
Dentro del intervalo de tiempo de la Operación Deny Flight. Esta operación se emprendió con el fin de llevar a cabo ataques sobre objetivos serbobosnios, primera acción ofensiva de la OTAN en sus 46 años de historia.
- Operación Joint Endeavour

21 de diciembre de 1995-20 de diciembre de 1996.
Apoyo de la Fuerza de Implementación (IFOR) desplegada en Bosnia y Herzegovina.
- Operación Joint Guard

21 de diciembre de 1996-19 de junio de 1998.
Apoyo de la Fuerza de Estabilización (SFOR) desplegada en Bosnia y Herzegovina.
- Operación Joint Forge

20 de junio de 1998-2 de diciembre de 2004.
Apoyo de la SFOR. En este intervalo de tiempo se llevó a cabo la Operación Determined Falcon, con el fin de intimidar y advertir al gobierno de Milosevic.
- Operación Determined Falcon

El Ejército del Aire desplegó el máximo número de EF-18 del destacamento, 12 aviones, de los que 8 participaron simultáneamente dando cobertura y seguridad a la fuerza aérea internacional participante, siendo designados para entrar en la zona en primer lugar y los últimos en abandonarla. El KC-130 Hercules también prestó su indispensable apoyo.
- Operación Joint Guardian

12 de febrero de 1999- ?.
Apoyo de la fuerza internacional de seguridad para Kosovo (KFOR).
- Operación Allied Force

24 de marzo de 1999-20 de junio de 1999.
Esta misión tenía por objeto forzar a las fuerzas de la policía y ejército yugoslavo a cesar en su agresión a la población albano-kosovar. Ha sido la primera operación bélica en la historia que ha conseguido la victoria únicamente con el uso del componente aéreo de la fuerza. Durante la operación, se produjo el derribo de 5 MiG-29 de la Fuerza Aérea Yugoslava, aunque se perdieron 1 F-117 y un F-16 de la USAF. El 10 de junio cesaron los bombardeos y comenzó la retirada de las fuerzas yugoslavas de Kosovo. Posteriormente, el contingente de la KFOR se desplegó sobre la provincia para garantizar su estabilidad.

#### Libia

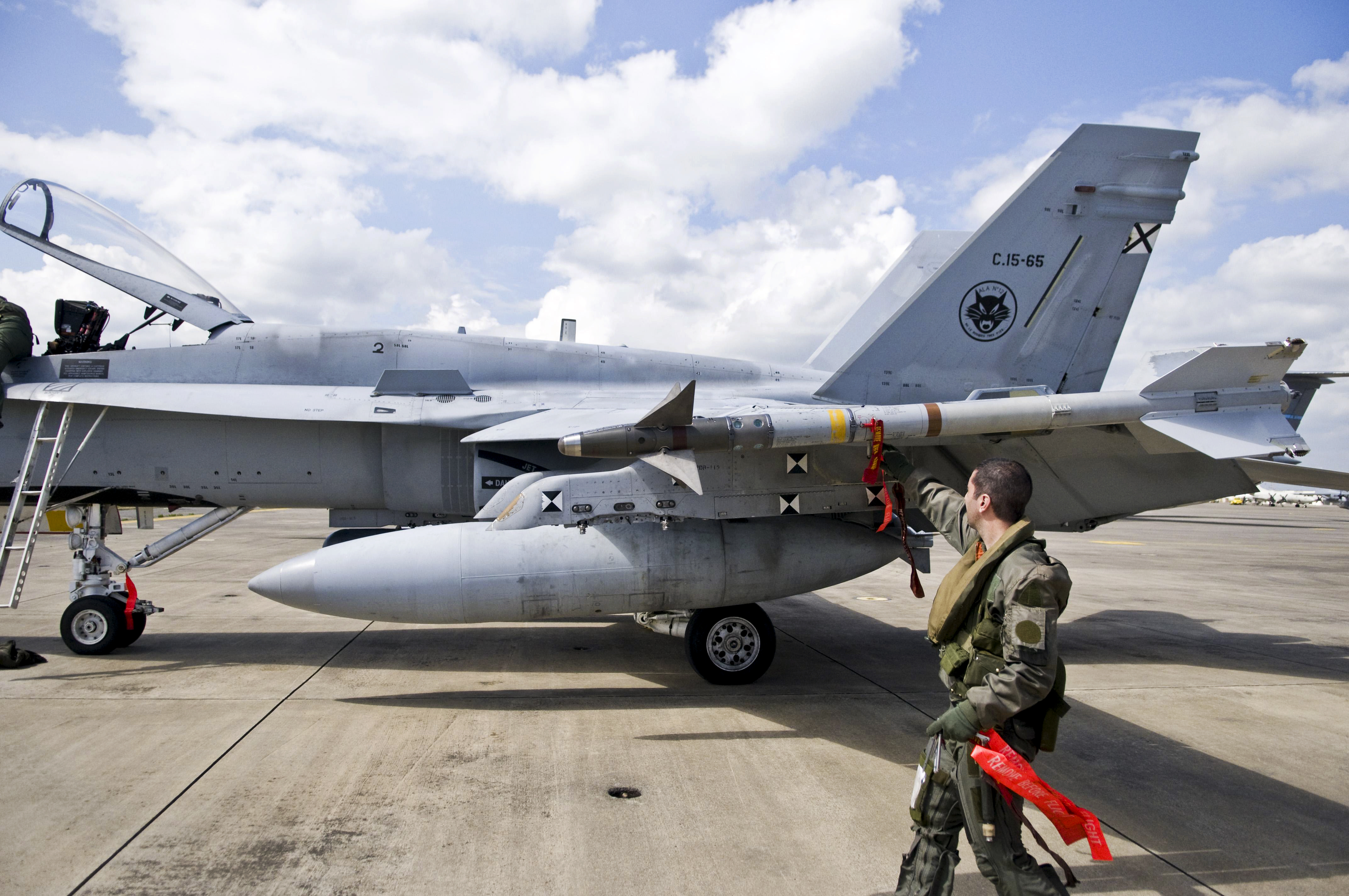
EF-18 Hornet en la Estación Aeronaval de Sigonella (Italia), el 22 de marzo de 2011, durante la Operación Amanecer de la Odisea.

La tarde del 19 de marzo de 2011, España envió desde la Base Aérea de Torrejón de Ardoz (Madrid) cuatro cazas EF-18M, junto a un avión cisterna Boeing 707, a la base italiana de Decimomannu (Cerdeña) para participar en la Operación Amanecer de la Odisea, misión internacional de exclusión del espacio aéreo en Libia bajo la resolución 1973 del Consejo de Seguridad de las Naciones Unidas. El 21 de marzo comenzaron a patrullar el espacio aéreo libio. En principio, los cazas españoles estarían realizando misiones de patrulla aérea de combate (CAP), por lo que serían los encargados de derribar cualquier aeronave que viole la prohibición de volar sobre Libia. Para ello, iban equipados con misiles aire-aire de medio alcance AIM-120 AMRAAM y de corto alcance AIM-9 Sidewinder.

### Maniobras y ejercicios

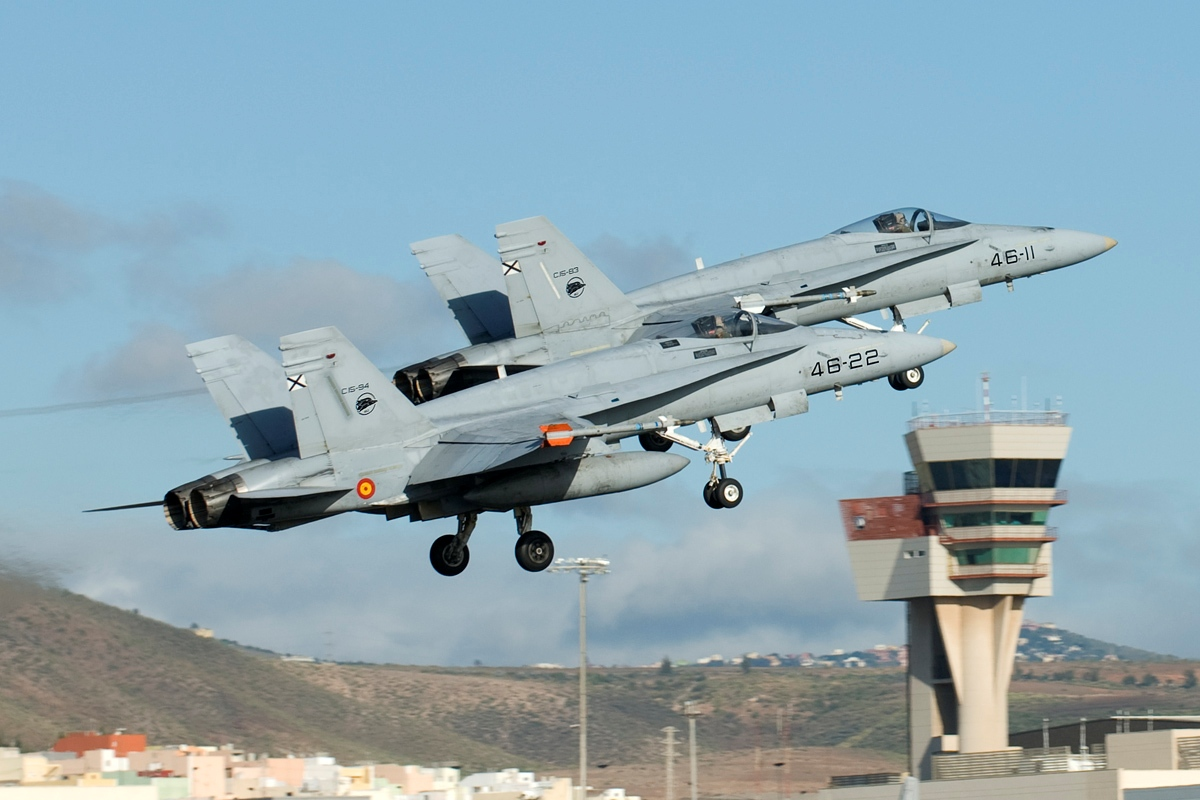
Despegue de dos F/A-18A+ del Ala 46 en la Base Aérea de Gando, Gran Canaria, en febrero de 2008.

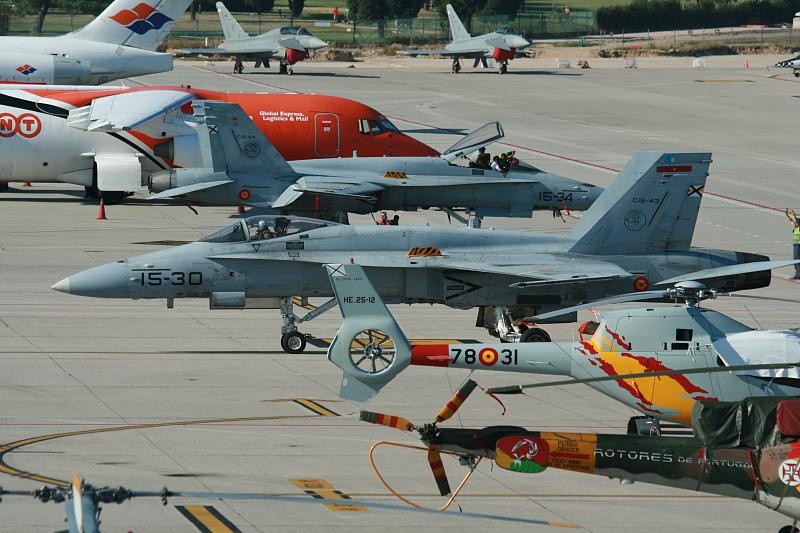
EF-18 en el Aeropuerto de Peinador (Vigo).

Los F-18 españoles suelen realizar ejercicios de entrenamiento en el Polígono de tiro de las Bardenas en las Bardenas Reales, Navarra; de hecho varios F-18 se estrellaron en las proximidades de esta localidad.
- Entrenamiento en Combate Aéreo Disimilar (DACT)

Base Aérea de Gando, 27 de febrero de 2009-13 de marzo de 2009.
- Operación "Cruz del Sur"

Durante el mes de mayo de 2009 se llevó a cabo en Sudáfrica la Operación "Cruz del Sur", con la que el Ejército del Aire finalizó el proceso de integración del misil Taurus KEPD-350 en el EF-18.
Esta operación supuso el despliegue y el repliegue de cuatro EF-18, que tuvieron que recorrer de norte a sur el continente africano en una ruta de más de 8500 km para llegar al Polígono de Tiro de Overberg (Sudáfrica). Además de los aviones de caza, intervinieron otros aviones de apoyo para misiones de reabastecimiento en vuelo (Boeing 707), transporte de personal y material (C-130 Hercules y C-295) y de búsqueda y salvamento (Fokker F-27).
Tras la finalización de la fase de despliegue se efectuaron varios vuelos de ensayo y comprobación, que culminaron en el lanzamiento de 2 misiles operativos, con resultados totalmente satisfactorios. A los misiles lanzados se retiraron la cabeza de guerra penetradora, instalándose un kit de instrumentación para monitorización y transmisión en tiempo real de parámetros internos del misil y posibilidad de destrucción del misil.
La Operación Cruz del Sur permitió por un lado constatar que dispone de una gran "capacidad expedicionaria", al poder proyectar y operar la Fuerza aérea en escenarios lejanos y, por otro, probar la utilización de este misil estratégico.

### Exhibiciones aéreas
El F-18 Hornet es un participante habitual en los festivales aéreos y exhibiciones de vuelo que se celebran en España, así como en los desfiles de las Fuerzas Armadas Españolas. También se ha exhibido en festivales celebrados en otros países, por ejemplo se le ha podido ver en la Czech International Air Fest en la República Checa, en el Kecskemét Airshow en Hungría, en los días de puertas abiertas (Open Dagen) de la Fuerza Aérea de los Países Bajos, en el Radom Air Show en Polonia, o el Royal International Air Tattoo en Inglaterra.

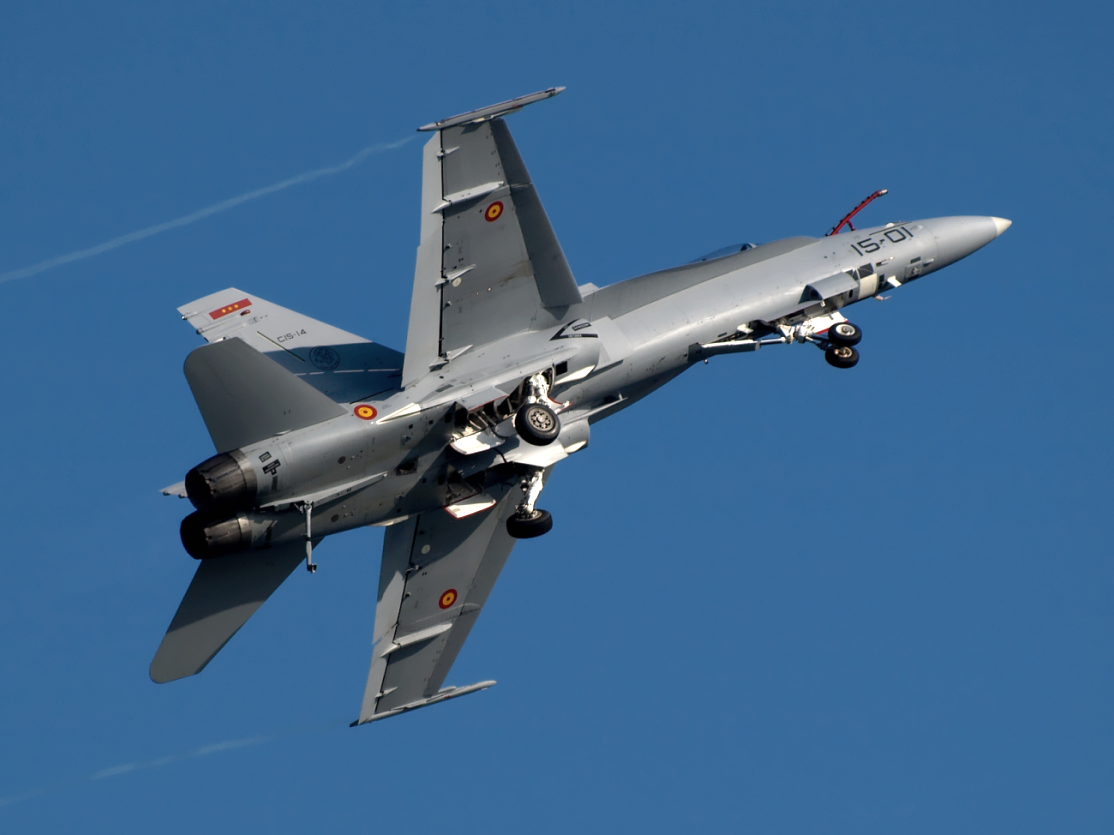
Un EF-18A Hornet del Ala 15 en la exhibición aérea Festa del Cel, Barcelona.
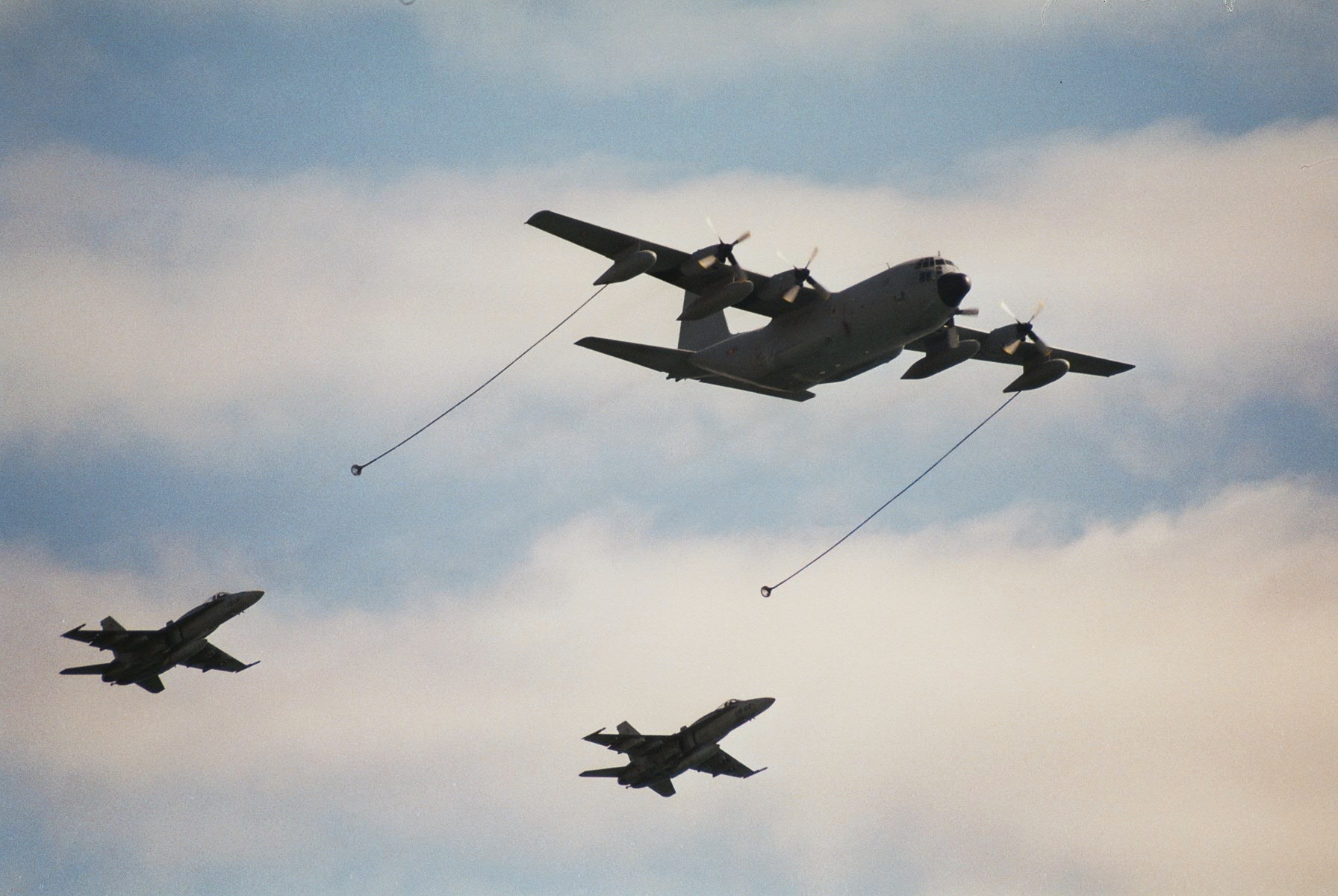
Un KC-130H Hercules del Ejército del Aire de España simulando un repostaje en vuelo con dos cazas EF-18 Hornet durante un desfile de la Fuerzas Armadas de España.
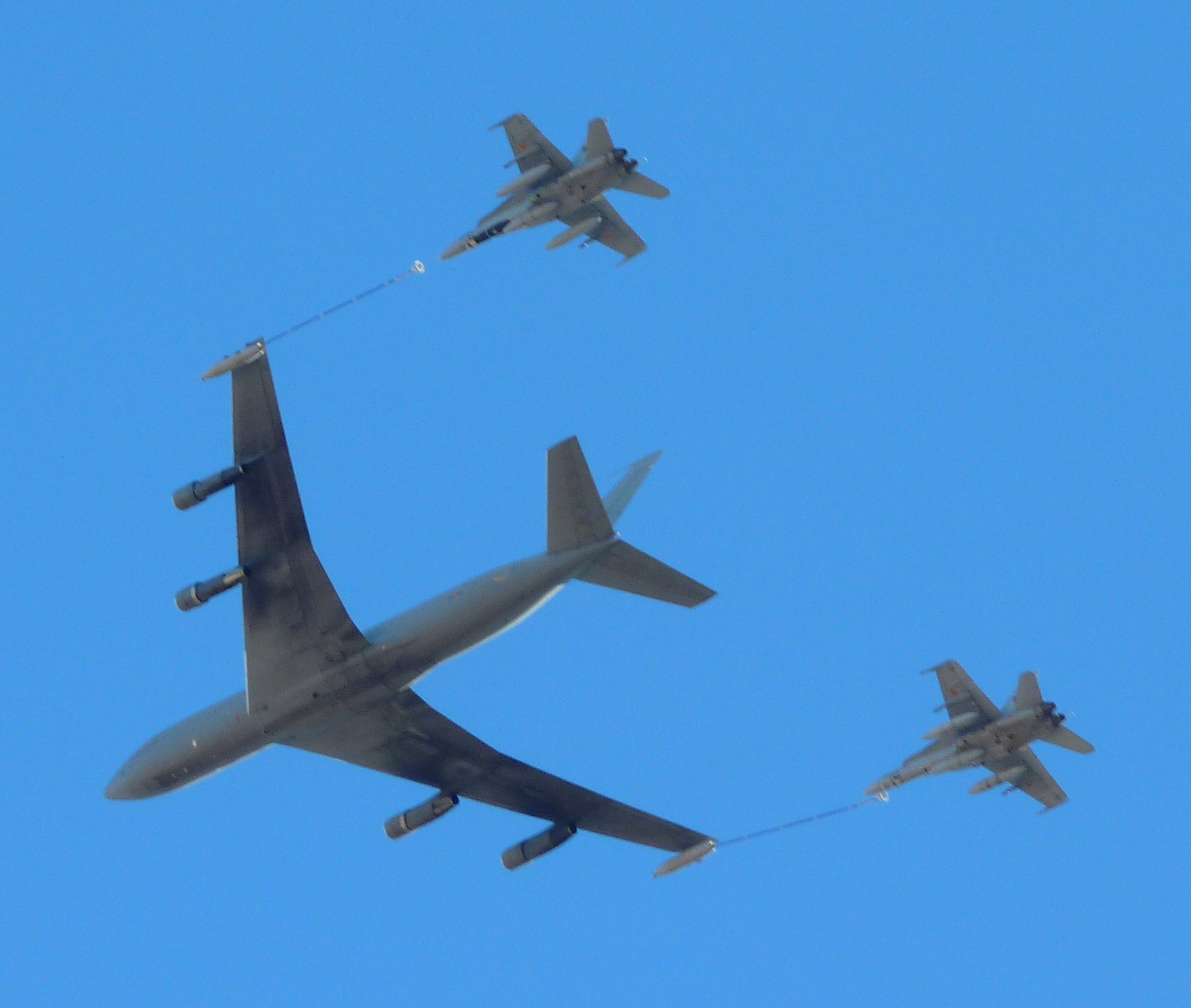
Boeing 707-331B(KC) del Ejército del Aire Español realizando un repostaje en vuelo simulado con dos EF-18.
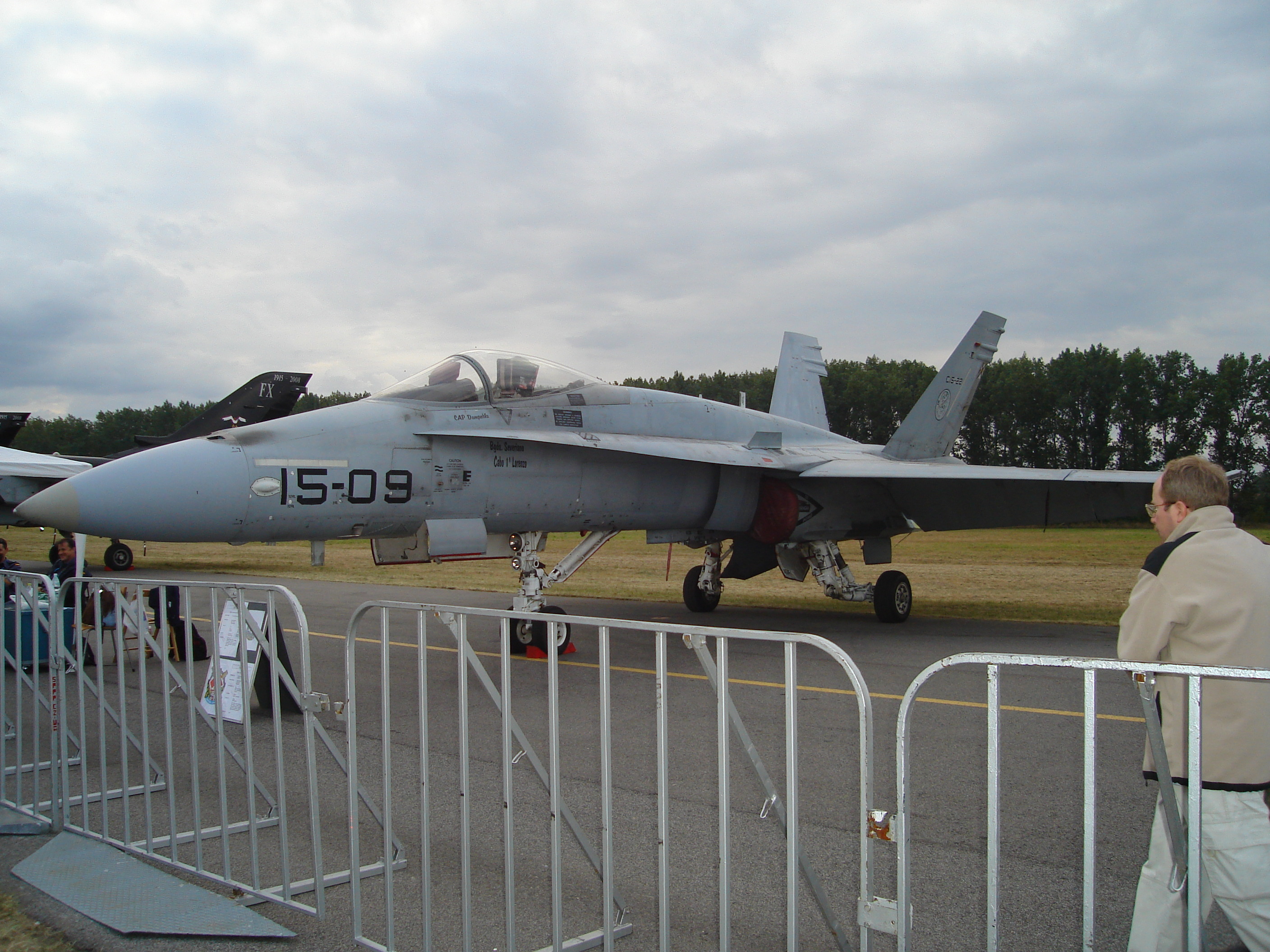
Un EF-18 expuesto en el Radom Air Show de 2007, en Polonia.
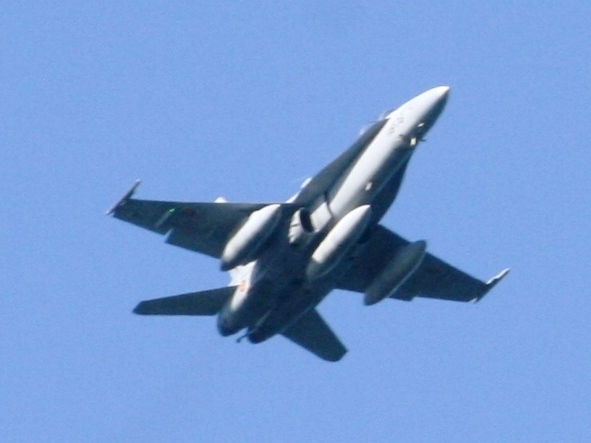
Un F-18 Hornet del Ejército del Aire en la exhibición aeronaval celebrada en Santander el 29 de mayo de 2009.

## Versiones

Escarapela que identifica a las aeronaves españolas.

EF-18A
Versión monoplaza de combate derivada del F/A-18A. Designado C.15 por el Ejército del Aire.
EF-18B
Versión biplaza de entrenamiento derivada del F/A-18B. Designado CE.15 por el Ejército del Aire.
F/A-18A
Versión estándar procedente de la Armada de Estados Unidos. Designado C.15A por el Ejército del Aire.
EF-18A+
Actualización del EF-18A al nivel del F/A-18C estándar (a partir de 1993).
EF-18B+
Actualización del EF-18B al nivel del F/A-18D estándar (a partir de 1993).
F/A-18A+
Actualización del F/A-18A equivalente al F/A-18C estándar.
EF-18M
Versión modernizada de los EF-18A+/B+ llevada a cabo por EADS CASA.

## Matrículas
En esta sección se encuentran todas las matrículas de este tipo de aeronaves. Los C son monoplazas y los CE son biplaza
| Matrícula | Indicativo | Unidad | Estado      | Observaciones                               |
| CE.15-1   | 15-70      | Ala 15 | Activo      |                                             |
| CE.15-2   | 15-71      | Ala 15 | Activo      |                                             |
| CE.15-3   | 15-72      | Ala 15 | Activo      |                                             |
| CE.15-4   | 15-73      | Ala 15 | Activo      |                                             |
| CE.15-5   | 15-74      | Ala 15 | Activo      |                                             |
| CE.15-6   | 15-75      | Ala 15 | Activo      |                                             |
| CE.15-7   | 15-76      | Ala 15 | Activo      |                                             |
| CE.15-8   | 12-71      | Ala 12 | Activo      | Usado por el CLAEX                          |
| CE.15-9   | 15-77      | Ala 15 | Activo      |                                             |
| CE.15-10  | 12-73      | Ala 12 | Activo      |                                             |
| CE.15-11  | 12-74      | Ala 12 | Activo      |                                             |
| CE.15-12  | 12-75      | Ala 12 | Activo      |                                             |
| C.15-13   | 12-01      | Ala 12 | Activo      |                                             |
| C.15-14   | 15-01      | Ala 15 | Activo      |                                             |
| C.15-15   | 15-02      | Ala 15 | Activo      |                                             |
| C.15-16   | 15-03      | Ala 15 | Activo      |                                             |
| C.15-17   | 15-04      | Ala 15 | Destruido   | Accidente 16/8/1994                         |
| C.15-18   | 15-05      | Ala 15 | Activo      |                                             |
| C.15-19   | 15-06      | Ala 15 | Destruido   | Accidente 7/11/1988                         |
| C.15-20   | 15-07      | Ala 15 | Activo      |                                             |
| C.15-21   | 15-08      | Ala 15 | Activo      |                                             |
| C.15-22   | 15-09      | Ala 15 | Activo      |                                             |
| C.15-23   | 15-10      | Ala 15 | Activo      |                                             |
| C.15-24   | 15-11      | Ala 15 | Activo      |                                             |
| C.15-25   | 15-12      | Ala 15 | Destruido   | Accidente 20/5/2023                         |
| C.15-26   | 15-13      | Ala 15 | Activo      |                                             |
| C.15-27   | 15-14      | Ala 15 | Activo      |                                             |
| C.15-28   | 15-15      | Ala 15 | Activo      |                                             |
| C.15-29   | 15-16      | Ala 15 | Activo      |                                             |
| C.15-30   | 15-17      | Ala 15 | Activo      |                                             |
| C.15-31   | 15-18      | Ala 15 | Activo      |                                             |
| C.15-32   | 15-19      | Ala 15 | Activo      |                                             |
| C.15-33   | 15-20      | Ala 15 | Activo      |                                             |
| C.15-34   | 12-50      | Ala 12 | Activo      | 50º Aniversario Ala 12                      |
| C.15-35   | 15-22      | Ala 15 | Activo      |                                             |
| C.15-36   | 15-23      | Ala 15 | Activo      |                                             |
| C.15-37   | 15-24      | Ala 15 | Activo      |                                             |
| C.15-38   | 15-25      | Ala 15 | Activo      |                                             |
| C.15-39   | 15-26      | Ala 15 | Activo      |                                             |
| C.15-40   | 15-27      | Ala 15 | Activo      |                                             |
| C.15-41   | 15-28      | Ala 15 | Activo      |                                             |
| C.15-42   | 15-29      | Ala 15 | Destruido   | Accidente 13/3/2000                         |
| C.15-43   | 15-30      | Ala 15 | Activo      |                                             |
| C.15-44   | 12-02      | Ala 12 | Activo      |                                             |
| C.15-45   | 12-03      | Ala 12 | Activo      |                                             |
| C.15-46   | 12-04      | Ala 12 | Activo      |                                             |
| C.15-47   | 15-31      | Ala 15 | Activo      |                                             |
| C.15-48   | 12-06      | Ala 12 | Activo      |                                             |
| C.15-49   | 12-07      | Ala 12 | Activo      |                                             |
| C.15-50   | 12-08      | Ala 12 | Activo      |                                             |
| C.15-51   | 12-09      | Ala 12 | Activo      |                                             |
| C.15-52   | 12-10      | Ala 12 | Destruido   | Accidente 17/10/2017                        |
| C.15-53   | 12-11      | Ala 12 | Activo      |                                             |
| C.15-54   | 12-12      | Ala 12 | Activo      |                                             |
| C.15-55   | 12-13      | Ala 12 | Activo      |                                             |
| C.15-56   | 12-14      | Ala 12 | Activo      |                                             |
| C.15-57   | 12-15      | Ala 12 | Activo      |                                             |
| C.15-58   | 12-16      | Ala 12 | Destruido   | Accidente 2/4/2009                          |
| C.15-59   | 12-17      | Ala 12 | Activo      |                                             |
| C.15-60   | 12-18      | Ala 12 | Activo      |                                             |
| C.15-61   | 12-19      | Ala 12 | Activo      |                                             |
| C.15-62   | 12-20      | Ala 12 | Activo      |                                             |
| C.15-63   | 15-32      | Ala 15 | Destruido   | Accidente 13/3/2000                         |
| C.15-64   | 15-34      | Ala 12 | Activo      |                                             |
| C.15-65   | 12-23      | Ala 12 | Activo      |                                             |
| C.15-66   | 12-24      | Ala 12 | Destruido   | Accidente 04/10/24                          |
| C.15-67   | 15-33      | Ala 15 | Activo      |                                             |
| C.15-68   | 12-26      | Ala 12 | Activo      |                                             |
| C.15-69   | 12-27      | Ala 12 | Activo      |                                             |
| C.15-70   | 12-28      | Ala 12 | Activo      |                                             |
| C.15-71   | 12-29      | Ala 12 | Destruido   | Accidente 28/11/1991                        |
| C.15-72   | 12-30      | Ala 12 | Activo      |                                             |
| C.15-73   | 46-01      | Ala 46 | Activo      |                                             |
| C.15-74   | 46-02      | Ala 46 | Destruido   | Accidente 16/6/2009                         |
| C.15-75   | 46-03      | Ala 46 | Activo      |                                             |
| C.15-76   | 21-04      | MAESAL | Activo      | 46-04. Sufrió un incendio y se dio a MAESAL |
| C.15-77   | 46-05      | Ala 46 | Activo      |                                             |
| C.15-78   | 46-06      | Ala 46 | Destruido   | Accidente 16/6/2009                         |
| C.15-79   | 46-07      | Ala 46 | Activo      |                                             |
| C.15-80   | 46-08      | Ala 46 | Activo      |                                             |
| C.15-81   | 46-09      | Ala 46 | Activo      |                                             |
| C.15-82   | 46-10      | Ala 46 | Actico      |                                             |
| C.15-83   | 46-11      | Ala 46 | Activo      |                                             |
| C.15-84   | 46-12      | Ala 46 | Retirado    |                                             |
| C.15-85   | 46-13      | Ala 46 | Retirado    |                                             |
| C.15-86   | 46-14      | Ala 46 | Activo      |                                             |
| C.15-87   | 46-15      | Ala 46 | Retirado    |                                             |
| C.15-88   | 46-16      | Ala 46 | Retirado    |                                             |
| C.15-89   | 46-17      | Ala 46 | Activo      |                                             |
| C.15-90   | 46-18      | Ala 46 | Activo      |                                             |
| C.15-91   | 46-19      | Ala 46 | Destruido   | Accidente 11/2/2003                         |
| C.15-92   | 46-20      | Ala 46 | Activo      |                                             |
| C.15-93   | 46-21      | Ala 46 | Activo      |                                             |
| C.15-94   | 46-22      | Ala 46 | Activo      |                                             |
| C.15-95   | 46-23      | Ala 46 | Desconocido |                                             |
| C.15-96   | 46-24      | Ala 46 | Activo      |                                             |

## Operadores
España
- Ejército del Aire de España

Bases Aéreas donde operan los F-18 españoles.

  - Ala 12, Base Aérea de Torrejón de Ardoz (Madrid). Esta unidad tuvo asignados un total de 30 EF-18A y 6 EF-18B, 3 de los monoplaza se han perdido en accidente. Están distribuidos entre los siguientes escuadrones:
    - Escuadrón 121
    - Escuadrón 122

  - Ala 15, Base Aérea de Zaragoza (Zaragoza). Esta unidad tuvo asignados un total de 30 EF-18A y 6 EF-18B, 4 de los monoplaza se han perdido en accidente. Están distribuidos entre los siguientes escuadrones:
    - Escuadrón 151
    - Escuadrón 152
    - Escuadrón 153

  - Ala 46, Base Aérea de Gando (Las Palmas). Esta unidad tuvo asignados un total de 24 F/A-18A excedentes de la Armada de los Estados Unidos, 3 de ellos se han perdido en accidente y 1 fue retirado por daños. Actualmente hay 15 operativos. Están distribuidos en los escuadrones 461 y 462.[43][44] A finales de 2021, el gobierno aprobó la compra de 20 nuevos cazas Eurofighter Typhoon para sustituir a los F-18 de Canarias.[25][26] En junio de 2022 comunicó la compra definitiva de 20 nuevas unidades.[45][46]
    - Escuadrón 462

## Accidentes
| Fecha accidente | F-18 perdidos | Tripulantes fallecidos | Ala |
| --------------- | ------------- | ---------------------- | --- |
| 07-11-1988      | 1             | 0                      | 15  |
| 15-11-1988      | 0             | 0                      | 15  |
| 28-11-1991      | 1             | 1                      | 12  |
| 16-08-1994      | 1             | 0                      | 15  |
| 13-04-2000      | 2             | 1                      | 15  |
| 11-02-2003      | 1             | 0                      | 46  |
| 02-04-2009      | 1             | 0                      | 12  |
| 16-06-2009      | 2             | 0                      | 46  |
| 17-10-2017      | 1             | 1                      | 12  |
| 20-05-2023      | 1             | 0                      | 15  |
| 04-10-2024      | 1             | 1                      | 12  |
| Total           | 12            | 4                      |     |

De los 96 Hornet que ha recibido el Ejército del Aire, 72 EF-18 y 24 F/A-18A, quedan operativos 86 aviones, 66 EF-18 y 20 F/A-18A. Se han perdido en accidente 2 EF-18A del Ala 12, 4 EF-18A del Ala 15 y 3 F/A-18A del Ala 46, además 1 F/A-18A del Ala 46 que sufrió daños estructurales fue cedido a EADS CASA.
- 7 de noviembre de 1988

Un avión EF-18, el C.15-19/15-06, perteneciente al Ala 15, se estrelló por un fallo en los motores en la sierra de La Muela, a 15 km de Zaragoza. El piloto saltó en paracaídas y resultó ileso.
- 15 de noviembre de 1988

Un EF-18 del Ala 15 y un C-130 Hercules del Ala 31, ambos con base en Zaragoza, colisionan en pleno vuelo cuando habían iniciado operaciones de aterrizaje y despegue, respectivamente. Los daños sufridos fueron de escasa consideración.
- 28 de noviembre de 1991

Un EF-18 perteneciente a al Ala 12, en concreto el C.15-71/12-29, de la Base Aérea de Torrejón de Ardoz (Madrid) se estrella en el Polígono de tiro de las Bardenas, en Navarra, resultando muerto el teniente coronel que lo pilotaba.
- 16 de agosto de 1994

Un comandante resultó herido tras chocar el EF-18 C.15-17/15-04 que pilotaba, del Ala 15, contra un ave de gran tamaño (probablemente un Buitre), mientras participaba en un ejercicio de entrenamiento en el Polígono de tiro de las Bardenas (Navarra). El avión se estrelló.
- 13 de marzo de 2000

Dos EF-18 del Ala 15, el C.15-42/15-29 y el C.15-63/15-32, chocaron en el aire a las 20:15 horas, cuando regresaban a la Base Aérea de Zaragoza, tras realizar unas prácticas de tiro en el Polígono de tiro de las Bardenas. Como consecuencia de la colisión, los aviones se incendiaron y se precipitaron sobre una zona cercana a la localidad aragonesa de Ejea de los Caballeros. Uno de los pilotos, el capitán Ignacio Segura, salmantino de 33 años, perdió la vida y el piloto del otro avión, el teniente Antonio Bermejo, salió ileso, después de accionar el Asiento eyectable del aparato.
- 11 de febrero de 2003

Un F/A-18A perteneciente al 462 escuadrón, con base en Gando, cayó al mar pasadas las 13:30 horas, estrellado por su piloto junto a la isla de Gran Canaria, después de que un motor se parara por un problema de combustible. El fallo en el motor obligó al piloto a distanciar el aparato a más de 10 kilómetros de la costa, para evitar así que el siniestro fuera de mayor gravedad. El único tripulante del aparato, el capitán Daniel Alemán, saltó en paracaídas antes de que el avión se precipitara al mar, en aguas próximas a Pozo Izquierdo, en la costa sureste de la isla.
- Un avión F/A-18A, el C.15-76 del Ala 46, sufrió daños estructurales debido a fuego interno y fue cedido a EADS CASA.[47]

- 2 de abril de 2009

Un EF-18 del Ala 12, en concreto el C.15-58/12-16, se estrelló en Las Bardenas Reales(Navarra), al sur de la localidad de Caparroso, sin que se registraran víctimas mortales, ya que su piloto pudo abandonar el aparato antes del accidente.
- 16 de junio de 2009

A las 15:53 horas, dos F/A-18A del Ala 46 de la Base Aérea de Gando, que se encontraban realizando un ejercicio de adiestramiento avanzado de guerra electrónica bajo la dirección del Mando Aéreo de Combate del Ejército del Aire (MACOM), se estrellaron en el mar tras tocarse en pleno vuelo. Los pilotos de los dos aviones, que se encontraban a unos 10 000 metros de altura, los abandonaron haciendo uso de sus asientos eyectables, cayendo en el mar a unos 100 km al sureste de su base. Los dos pilotos fueron rescatados por un helicóptero del 802 Escuadrón de Búsqueda y Salvamento (SAR) apenas 15 minutos después. Al parecer se trata de los aviones C.15-78/46-06 y C.15-74/46-02.
- 17 de octubre de 2017

Un EF-18 del Ala 12 se estrella en las proximidades de la Base Aérea de Torrejón de Ardoz durante la maniobra de despegue, perdiéndose el aparato y falleciendo el piloto, al no tener tiempo para accionar el dispositivo de eyección del aparato. La principal causa del accidente fue la pérdida de potencia de uno de los dos motores que poseen estos aviones durante la maniobra de despegue. El motivo pudo ser una herramienta olvidada en una turbina y el estado psicológico del piloto.
- 20 de mayo de 2023

Un EF-18 del Ala 15 se estrella en la Base Aérea de Zaragoza durante una exhibición aérea. El piloto logró saltar en paracaídas antes del impacto, el avión quedó totalmente destruido.
- 4 de octubre de 2024

Un EF-18 del Ala 12 se estrella en Peralejos, Teruel durante un ejercicio de instrucción. Fallece el teniente coronel Pablo Estrada Martin.

## Especificaciones (EF-18A)
Referencia datos: AeroSpaceWeb, Ejército del Aire.

### Características generales
- Tripulación: Uno (piloto)
- Longitud: 17,1 m (56 ft)
- Envergadura: 11,4 m (37,5 ft)
- Altura: 4,7 m (15,3 ft)
- Peso vacío: 12 701 kg (27 993 lb)
- Peso máximo al despegue: 25 400 kg (55 981,6 lb)
- Planta motriz: 2× turbofán General Electric F404-GE-400.  
  - Empuje con postquemador: 71,2 kN (7257 kgf; 16 000 lbf) de empuje cada uno.

### Rendimiento
- Velocidad máxima operativa (Vno): 1814 km/h (1127 MPH; 979 kt) (Mach 1,8) a 11 000 m (36 100 pies)
- Alcance: 780 km (421 nmi; 485 mi)
- Alcance en ferry: 3700 km
- Techo de vuelo: 15 240 m (50 000 ft)

### Armamento
- Cañones: 

  - 1x M61A1 Vulcan de 20 mm en el morro, con 578 proyectiles
- Puntos de anclaje: 9 (2 raíles en los extremos alares, 4 pilones bajo las alas y 1 más bajo el fuselaje, y 2 soportes a los lados del fuselaje) con una capacidad de 7700 kg de armamento y combustible externo, para cargar una combinación de:  
  - Bombas: 

    - Guiadas por láser
      - BPG-2000 Paveway III y GBU-24 Paveway III
      - GBU-48 Enhanced Paveway II
      - GBU-16 Paveway II y GBU-10 Paveway II

    - De caída libre
      - BR-500 y BR-250
      - Mk 82

  - Misiles: 

    - Aire-aire
      - IRIS-T
      - AIM-120 AMRAAM
      - AIM-9 Sidewinder
      - AIM-7 Sparrow

    - Aire-superficie
      - Taurus KEPD 350
      - AGM-88 HARM
      - AGM-84 Harpoon
      - AGM-65 Maverick

  - Otros: 

    - Contenedor de designación de objetivos LITENING
    - Hasta 3 tanques de combustible externos
    - Pod de guerra electrónica CORE

## Aeronaves relacionadas

### Desarrollos relacionados

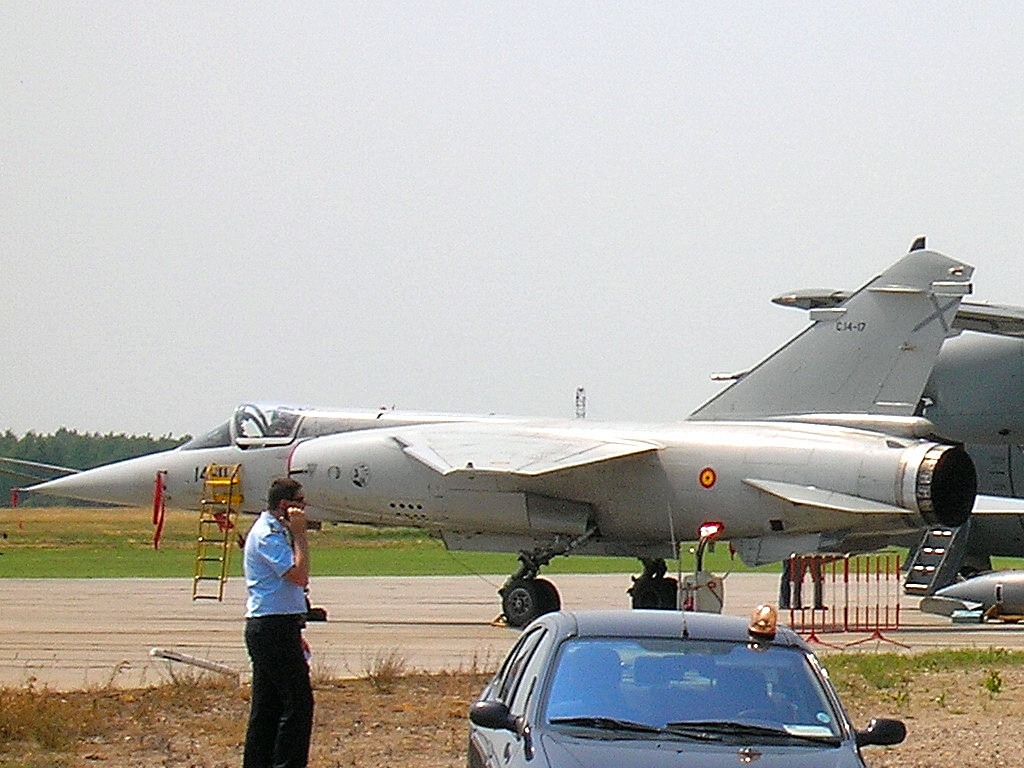
Mirage F1M, C.14.

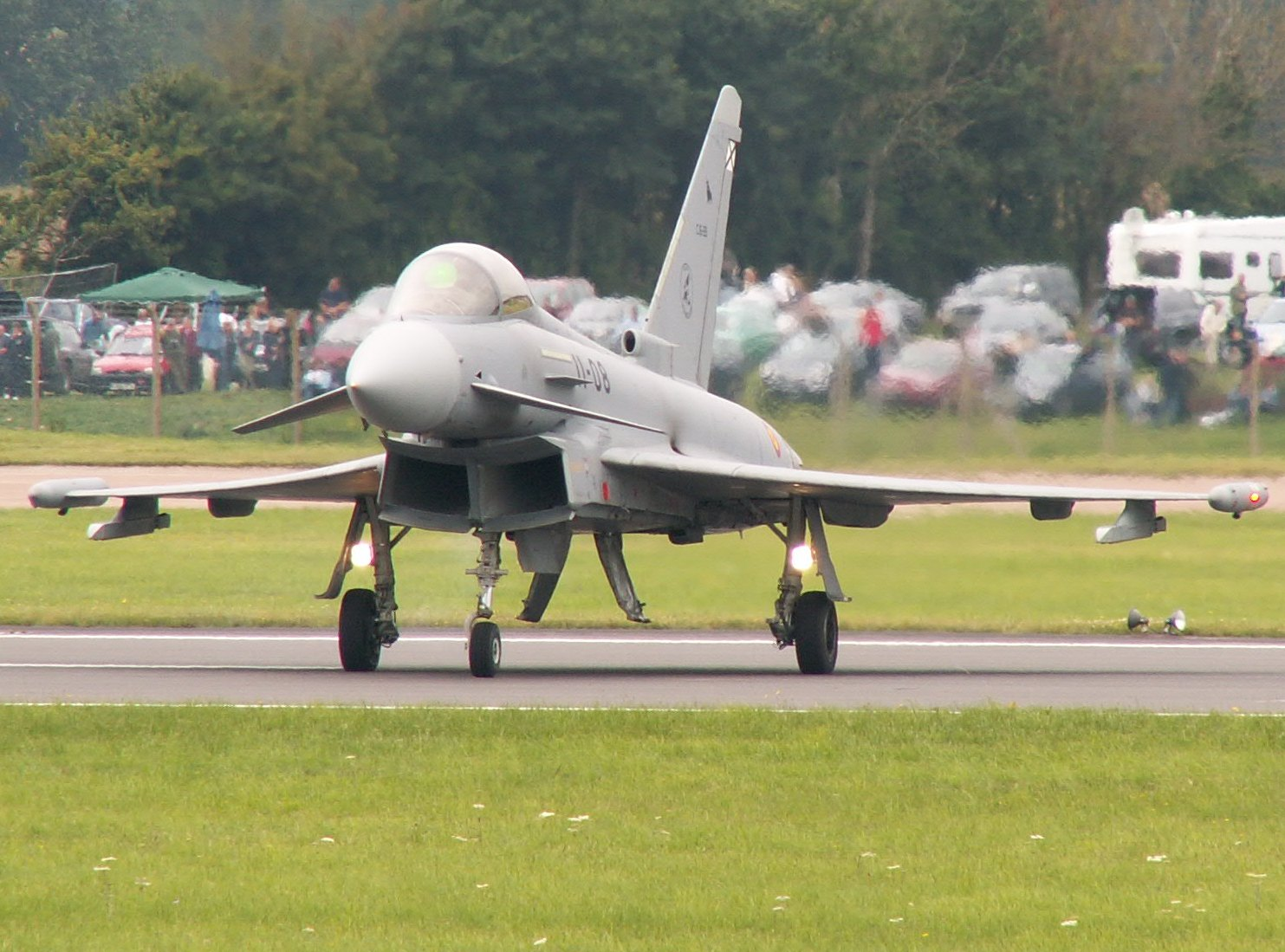
Eurofighter Typhoon, C.16.

- CF-18 Hornet: versión del F/A-18 Hornet para Canadá.
- YF-17 Cobra: prototipo del que deriva el F/A-18 Hornet.
- F/A-18 Hornet: modelo general del que deriva el EF-18, incluye las versiones A/B y C/D.
- F/A-18 Super Hornet: modelo desarrollado a partir del F/A-18C/D Hornet que ofrece muchas más prestaciones, incluye las versiones E/F.

### Aeronaves similares
- F-16 Fighting Falcon
- Dassault Mirage 2000
- Panavia Tornado
- Mikoyan MiG-29

### Secuencias de designación
- Aviones de combate del Ejército del Aire contemporáneos al EF-18, según la secuencia de designación (se muestra el periodo en servicio):

| ← | C.11 Mirage III 1970-1992 | — | C.12 F-4 Phantom II 1971-2002 | — | C.14 Mirage F1 1975-2013 | — | C.15 EF-18 Hornet 1986-act. | — | C.16 Eurofighter Typhoon 2004-act. |  |